# Admiral von Trotha
Die Admiral von Trotha war ein 1919 gebauter Dreimasttoppsegelschoner, der unter norwegischer, schwedischer, estnischer und seit 1938 deutscher Flagge fuhr. Ab 1939 wurde er als Segelschulschiff, nach 1945 als Arbeitsschiff genutzt. In den 1950er Jahren versank es im Barther Bodden, 2013 wurden Reste geborgen.

## Bau und technische Daten
Das Schiff wurde 1919 auf der norwegischen Skrubbens Vaerft in Kragerø als Dreimasttoppsegelschoner gebaut. In Kragerø erfolgte der Stapellauf am 17. Januar 1919. Er war 41,17 Meter lang, 8,66 Meter breit, hatte einen Tiefgang von 3,76 Metern und war mit 330 BRT vermessen bei einer Verdrängung von 800 Tonnen. Neben der Besegelung war er mit einem Zweizylinder-Zweitakt-Dieselmotor des schwedischen Herstellers Bolinder ausgestattet, der auf eine Schraube wirkte.

## Geschichte
Nach der Ablieferung durch die Werft fuhr das Schiff fuhr unter dem Namen Noatum bis 1922 für einen norwegischen und anschließend bis 1925 ohne Namensänderung für einen schwedischen  Eigner. 1925 wurde es an einen estnischen Eigner (Ado Hanslep) verkauft und fuhr von da an unter dem Namen Fünf Schwestern und Viis Öde. 1934 wurde es erneut verkauft und fuhr bis 1938 als Maj erneut unter Schwedens Flagge. Im Jahr 1938 erwarb ein deutscher Eigner (Schneider) das Schiff, welches fortan als Egerland unterwegs war.
Das Segelschiff wurde im August 1939 dem deutschen Reichsverkehrsministerium unterstellt und nach Adolf von Trotha auf den Namen Admiral von Trotha benannt. Zunächst diente es in Lauterbach auf Rügen der Reichsseesportschule und der Marine-Hitlerjugend als stationäres Schulschiff. 1941 wurde es nach Ziegenort bei Stettin (Oderhaff) verlegt und dort weiter genutzt.
Anfang 1945 wurde das nicht mehr seetüchtige Schiff mit Schleppern in Richtung Stralsund verbracht. Da Stralsund allerdings wegen der Kriegslage zur Festung erklärt worden war und das Schiff keine Erlaubnis zum Anlegen erhielt, wurde als Notlösung Barth gewählt. Hier wurde das Schiff im Hafen vertäut. Die Barther Einwohner plünderten das marode Schiff nahezu vollständig aus. Die sowjetische Rote Armee zeigte aufgrund des Zustandes des Schiffes bei ihrer Einnahme Barths am 1. Mai 1945 kein Interesse an dem Schiff.
Nach dem Zweiten Weltkrieg übernahm die Wasserbaufirma Stüdemann das geplünderte Schiff und funktionierte den Rumpf als Basis für eine Ramme um. Bis 1953 nutzte die Firma die Ramme für den Wasserbau. Als der Firmeninhaber in diesem Jahr die DDR in Richtung Westdeutschland verließ, blieb das Schiff zurück, wurde an der Außenmole des späteren Wirtschaftshafens verbracht und versank dort langsam im Schlamm (54° 22′ 35″ N, 12° 44′ 19″ O).
Mit dem Ausbau des Wirtschaftshafens wurden 2013 Teile des Wracks geborgen und auf dem anliegenden Werftgelände zunächst zwischengelagert, um später ausgestellt zu werden.